# Dulichia spinosissima
Dulichia spinosissima is een vlokreeftensoort uit de familie van de Dulichiidae. De wetenschappelijke naam van de soort is voor het eerst geldig gepubliceerd in 1845 door Krøyer.